# Cyclodomus
Cyclodomus — рід грибів. Назва вперше опублікована 1909 року.

## Класифікація
До роду Cyclodomus відносять 5 видів:
- Cyclodomus aequatoriensis
- Cyclodomus comosi
- Cyclodomus cryptomeriae
- Cyclodomus umbellulariae
- Cyclodomus yuccae